# División de Honor Plata de balonmano 2012-13
La División de Honor Plata 2012-13, tendrá una importante novedad en su formato de competición y es que debido a las desapariciones de clubes como el Escubal Badajoz, los arrastres de renuncias en la Liga ASOBAL y la negativa de varios clubes a aceptar una plaza en la categoría, esta temporada está competición constará de 12 equipos. Aún no está claro si habrá descensos a Primera Nacional porque se está estudiando la remodelación de las categorías en próximas temporadas. El sistema de ascenso vuelve a ser el mismo de las últimas temporadas.

## Equipos
| Equipo                     | Entrenador           | Ciudad       | Pabellón                                     | Marca    | Patrocinador      |
| -------------------------- | -------------------- | ------------ | -------------------------------------------- | -------- | ----------------- |
| Adelma Sinfín              | Rodrigo Reñones      | Santander    | Pabellón de La Albericia                     | Errea    | Adelma            |
| Amenabar Zarautz KE        | Xabier Letamendia    | Zarauz       | Polideportivo Municipal de Zarauz            |          |                   |
| Ángel Ximénez Puente Genil | Javier Elvira        | Puente Genil | Pabellón Alcalde Miguel Salas                | Nike     | Ángel Ximénez     |
| Bidasoa Irún               | Fernando Bolea       | Irún         | Polideportivo Artaleku                       | Joma     | Kirolgi           |
| BM Alcobendas              | Daniel García Nieves | Alcobendas   | Pabellón Amaya Valdemoro                     | Mercury  |                   |
| BM Pozoblanco              | Miguel Ángel Moriana | Pozoblanco   | Polideportivo Municipal Juan Sepúlveda       | Diadora  |                   |
| BM Torrelavega             | Diego Soto           | Torrelavega  | Polideportivo Municipal Vicente Trueba       | Errea    | Cantabria Deporte |
| Calmec Barakaldo           | Txampi Rivero        | Baracaldo    | Polideportivo Lasesarre                      | Rasán    |                   |
| Ereintza Aguaplast         | Alex Nogués          | Rentería     | Polideportivo Municipal de Rentería          |          |                   |
| FC Barcelona "B"           | Toni Girona          | Barcelona    | Palau Blaugrana                              | Nike     |                   |
| Juanfersa Gijón            | Alberto Suárez       | Gijón        | Pabellón de Deportes La Arena                | Legea    | Gijón, Asturias   |
| SD Teucro                  | Javier Barrios       | Pontevedra   | Pabellón Municipal de Deportes de Pontevedra | Elements |                   |

### Equipos por comunidades autónomas
| Comunidad autónoma  | N.º | Equipos                                                                  |
| ------------------- | --- | ------------------------------------------------------------------------ |
| País Vasco          | 4   | Calmec Barakaldo, Bidasoa Irún, Amenabar Zarautz KE y Ereintza Aguaplast |
| Andalucía           | 2   | BM Pozoblanco y Ángel Ximénez Puente Genil                               |
| Cantabria           | 2   | Adelma Sinfín y BM Torrelavega                                           |
| Galicia             | 1   | SD Teucro                                                                |
| Cataluña            | 1   | FC Barcelona "B"                                                         |
| Comunidad de Madrid | 1   | BM Alcobendas                                                            |
| Asturias            | 1   | Juanfersa Gijón                                                          |

## Clasificación
| Pos | Equipo                     | J  | G  | E | P  | GF  | GC  | Dif | Pts |
| --- | -------------------------- | -- | -- | - | -- | --- | --- | --- | --- |
| 1   | FC Barcelona "B"           | 22 | 16 | 3 | 3  | 687 | 597 | +90 | 35  |
| 2   | Juanfersa Gijón            | 22 | 16 | 2 | 4  | 605 | 526 | +79 | 34  |
| 3   | Bidasoa Irún               | 22 | 14 | 1 | 7  | 620 | 593 | +27 | 29  |
| 4   | Ángel Ximénez Puente Genil | 22 | 13 | 3 | 6  | 566 | 523 | +43 | 29  |
| 5   | BM Alcobendas              | 22 | 11 | 4 | 7  | 610 | 584 | +26 | 26  |
| 6   | SD Teucro                  | 22 | 12 | 1 | 9  | 617 | 577 | +40 | 25  |
| 7   | BM Torrelavega             | 22 | 10 | 3 | 9  | 626 | 607 | +19 | 23  |
| 8   | Adelma Sinfín              | 22 | 9  | 4 | 9  | 580 | 589 | -9  | 22  |
| 9   | BM Pozoblanco              | 22 | 6  | 1 | 15 | 528 | 613 | -85 | 13  |
| 10  | Calmec Barakaldo           | 22 | 5  | 1 | 16 | 566 | 628 | -62 | 11  |
| 11  | Amenabar Zarautz KE (A)    | 22 | 4  | 2 | 16 | 559 | 632 | -73 | 10  |
| 12  | Ereintza Aguaplast (A)     | 22 | 3  | 1 | 18 | 533 | 628 | -95 | 7   |

|  | Ascenso directo a Liga ASOBAL     |
|  | Play-off de ascenso a Liga ASOBAL |
|  | Descenso a Primera Nacional       |
|  | (D) Descendidos 2012              |
|  | (A) Ascendidos 2012               |

### Fase de ascenso (11-12/5/2013)
El equipo ganador de esta fase disputada en Fuenterrabía, asciende a la Liga ASOBAL 2013/14.
|  | Semifinales | Semifinales                | Semifinales                |                            |              | Final        | Final | Final |  |
|  |             |                            |                            |                            |              |              |       |       |  |
|  |             |                            |                            |                            |              |              |       |       |  |
|  | 1           | Bidasoa Irún               | 24                         |                            |              |              |       |       |  |
|  | 1           | Bidasoa Irún               | 24                         |                            |              |              |       |       |  |
|  | 4           | SD Teucro                  | 20                         |                            |              |              |       |       |  |
|  | 4           | SD Teucro                  | 20                         |                            | Bidasoa Irún | Bidasoa Irún | 26    |       |  |
|  |             |                            |                            |                            | Bidasoa Irún | Bidasoa Irún | 26    |       |  |
|  |             |                            | Ángel Ximénez Puente Genil | Ángel Ximénez Puente Genil | 28           |              |       |       |  |
|  | 3           | Ángel Ximénez Puente Genil | Ángel Ximénez Puente Genil | Ángel Ximénez Puente Genil | 28           | 29           |       |       |  |
|  | 3           | Ángel Ximénez Puente Genil |                            |                            |              | 29           |       |       |  |
|  | 2           | BM Alcobendas              | 27                         |                            |              |              |       |       |  |
|  | 2           | BM Alcobendas              | 27                         |                            |              |              |       |       |  |
|  |             |                            |                            |                            |              |              |       |       |  |

### Resumen
|  | Campeón de Liga: FC Barcelona "B" |
|  | Ascienden a Liga ASOBAL 2013/2014: Juanfersa Gijón y Ángel Ximénez Puente Genil                                                          |
|  | Juegan Play-off de ascenso a ASOBAL: Bidasoa Irún, Ángel Ximénez Puente Genil, BM Alcobendas y SD Teucro                                 |
|  | Descienden a Primera Nacional: Ereintza Aguaplast                                                                                        |
|  | Ascienden de Primera Nacional: MMT Seguros Zamora, KH-7 BM Granollers "B", Handbol Bordils, Meridiano Antequera y BM Servigroup Benidorm |

## Estadísticas
Actualizadas a últimos partidos disputados el 27 de abril de 2013.

### Máximos goleadores
| Posición | Jugador                 | Equipo              | Goles |
| -------- | ----------------------- | ------------------- | ----- |
| 1°       | Adrián Figueras         | FC Barcelona "B"    | 160   |
| 2°       | Jon Ortuondo            | Calmec Barakaldo    | 142   |
| 3°       | Leo Renaud-David        | Bidasoa Irún        | 119   |
| 4°       | Ángel Fernández         | BM Torrelavega      | 118   |
| 4°       | Toño Fernández          | SD Teucro           | 118   |
| 6°       | Marc García Diéguez     | FC Barcelona "B"    | 112   |
| 7°       | Erik Balenciaga         | Amenabar Zarautz KE | 111   |
| 8°       | Alberto Requena         | BM Pozoblanco       | 103   |
| 8°       | José Manuel Herrero Lon | Adelma Sinfín       | 103   |
| 10°      | César Beret             | BM Alcobendas       | 102   |

Fuente: Máximos goleadores División Honor Plata